# 청주 것대산 봉수
청주 것대산 봉수(淸州 巨叱大山 烽燧)는 충청북도 청주시 상당구 용정동에 있는 봉수이다. 1998년 11월 20일 충청북도의 문화재자료 제26호로 지정되었다.

## 개요
봉수대는 횃불과 연기를 이용하여 급한 소식을 전하던 옛날의 통신수단을 말하며, 높은 산에 올라가서 불을 피워 낮에는 연기로 밤에는 불빛으로 신호를 보냈다.
경남 남해의 금산 봉수에서 출발하여 서울 남산에 이르는 중간 길목에 자리잡은 이 봉수대는, 남쪽으로는 문의 소이산 봉수에서 연락을 받아 북쪽으로 진천 소을산 봉수에 연결하는 역할을 하였다. 『세종실록지리지』에는 거차대 봉수라고 기록되어 있고, 『신증동국여지승람』을 비롯한 이후의 지리서에는 거질대산봉수라고 적혀있다.
봉수대가 만들어진 정확한 시기는 알 수 없으나, 봉수제도가 마련된 고려시대부터 이곳에 봉수대가 설치되어 있었고, 조선 고종 31년(1895) 봉수제도가 없어질 때까지 그 기능을 다하였던 것으로 보인다.
동서로 긴 타원모양으로, 둘레에 보호벽을 둘렀던 흔적이 남아 있으나, 무덤 1기가 봉수지의 대부분을 차지하고 있어, 성의 주변을 살펴 사태를 알리는 통신시설인 봉돈은 현재 그 위치를 확인할 수 없다.

## 같이 보기
- 남해 금산 봉수대 - 경상남도 기념물 제87호
- 목멱산 봉수대 터 - 서울특별시 기념물 제14호

## 참고 자료
- 청주 것대산 봉수 - 국가유산청 국가유산포털